# Emily Martin
Emily Martin, avstralska veslačica, * 9. maj 1979, Melbourne.